# Gethyllis lata
Gethyllis lata är en amaryllisväxtart som beskrevs av Harriet Margaret Louisa Bolus. Gethyllis lata ingår i släktet Gethyllis och familjen amaryllisväxter.

## Underarter
Arten delas in i följande underarter:
- G. l. lata
- G. l. orbicularis